# Birkenburg (Harz)
Die Birkenburg ist eine abgegangene mittelalterliche Höhenburg der Herren von Wildenstein nördlich der Okertalsperre  im Landkreis Goslar in Niedersachsen.

## Geschichte
Die Birkenburg war im Besitz der Herren von Wildenstein, die zum Patriziat der Reichsstadt Goslar gehörten und trug auch ursprünglich deren Namen. Ihr Bau diente dem Schutz der Wildensteiner Besitztümer im Oker- und Sösetal und zur Sicherung der Erzhandelswege im nördlichen Harzvorland. Der ab 1173 nachgewiesene Name des Geschlechts wird von der Klippe des Wildensteins (heute Rabenklippen) nahe der Burg hergeleitet. Es ist wahrscheinlich, dass die Burg schon um diese Zeit existiert hat. Stolberg vermutet aber aufgrund von Siegeldarstellungen Burchards von Wildenstein eine Errichtung erst in der Zeit zwischen 1285 und 1288. Burchard scheint sich mit der Stadt Goslar überworfen zu haben, denn 1288 wird von dieser der Abbruch der Burg verfügt. Da die Burg danach nicht mehr in der historischen Überlieferung erscheint, ist Burchard der Anweisung offenbar nachgekommen. 1320 werden lediglich noch die beiden Teiche unterhalb der Burg bezeugt. Nach 1346 verschwinden auch die Herren von Wildenstein aus den Schriftquellen. Der heutige Name der Burg ist auf den Eintrag „Birkenburg“ auf einer Forstabrisskarte aus dem Jahr 1680 zurückzuführen und nimmt wahrscheinlich Bezug auf das am Burgberg gelegene Birkental.

## Beschreibung
Die Birkenburg ist nur noch in geringen Resten vorhanden, was wahrscheinlich ihrer exponierten Lage auf einer ins Okertal vorgeschobenen Kuppe zu verdanken ist. Der Gipfel des Birkenkopfs ist unterhalb seiner Felsspitze nach Südosten zu einer ca. 5 × 6 m großen Plattform eingeebnet. Im Nordwesten ist etwas tiefer eine künstliche Terrasse von 10 × 25 m Größe vorgelagert, die zum Tal hin mit einem sichelförmigen Wall aus aufgeschütteten Steinen befestigt ist. Noch weiter hangabwärts sind die Spuren einer weiteren Terrassierung erkennbar. Am unteren Ende des Hangs liegen auf dem Sattel zum benachbarten Eichenberg zwei versumpfte Teiche mit Staudämmen und Abzugsgräben. Deren Existenz ist bereits für das Jahr 1320 bezeugt, ihr Zweck ist aber unbekannt.